# مارک هاولیک
مارک هاولیک (چکی: Marek Havlík؛ زادهٔ ۸ ژوئیهٔ ۱۹۹۵) بازیکن فوتبال اهل جمهوری چک است.
وی همچنین در تیم‌های ملی فوتبال زیر ۲۱ سال جمهوری چک، و جمهوری چک بازی کرده‌است.